# 65 (филм)
65 је амерички научнофантастични трилер из 2023. године. Режију и сценарио потписују Скот Бек и Брајан Вудс, док главну улогу тумачи Адам Драјвер. Прати пилота који пада на непознату планету, за коју се испоставља да је Земља током периода креде, где се бори да преживи опасно праисторијско окружење.
Приказивање у биоскопима је започело 10. марта 2023. године у Сједињеним Америчким Државама, односно 16. марта исте године у Србији. Добио је помешане рецензије критичара.

## Радња
Након катастрофалне несреће на непознатој планети, пилот Милс убрзо открива да је заправо био насукан на планету Земљу пре 65 милиона година. Сада, са само једном шансом за спас, Милс и једини преживели члан посаде, Коа, морају да прођу кроз непознати терен заокупљен опасним праисторијским створењима у епској борби за опстанак.

## Улоге
| Глумац           | Улога |
| ---------------- | ----- |
| Адам Драјвер     | Милс  |
| Аријана Гринблат | Коа   |
| Клои Колман      | Невин |
| Ника Кинг        | Алја  |